# Cherub Rock
Cherub Rock è un singolo della band alternative rock statunitense The Smashing Pumpkins, il primo estratto dal loro secondo album Siamese Dream. Scritto dal leader del gruppo Billy Corgan, il brano è stato nominato al Grammy Award alla miglior interpretazione hard rock del 1994.

## Il brano
È stato uno degli ultimi brani scritti per l'album, i testi riguardano la relazione di Corgan con la comunità indie rock e i media principali.
Corgan ha insistito che fosse il primo singolo estratto dall'album, contro il parere dei discografici che preferivano Today. Sebbene i suoi desideri siano stati rispettati, il singolo è stato accolto con meno entusiasmo del successivo Today, anche se rimane uno dei brani preferiti dai fan. Una versione acustica del brano è eseguita su Vieuphoria.
È stato un moderato successo per la band, si è classificato al 7º posto nella classifica Modern Rock Tracks e al 23º posto nella Mainstream Rock Tracks negli Stati Uniti e al 31º posto nella classifica Official Singles Chart nel Regno Unito.
Nel 2008 i lettori della rivista Rolling Stone votarono Cherub Rock nella classifica dei migliori brani per chitarra di tutti i tempi alla 25ª posizione.

## Il video
Il video musicale, diretto da Kevin Kerslake, consiste in riprese della band che esegue il brano in una foresta. È stato girato fuori di San Francisco interamente in super8 con un budget modesto. Il regista ha impiegato varie tecniche distruttive, nello sviluppo della pellicola, per dare al video un aspetto danneggiato e sporco. Corgan non è stato soddisfatto dalle riprese e la band non ha più lavorato con questo regista.

## Tracce
CD / Disco 12"
1. Cherub Rock – 4:59
2. Pissant – 2:30
3. French Movie Theme – 3:50

Disco 7"
1. Cherub Rock – 4:59
2. Purr Snickety – 2:30

## Classifiche
| Classifica (1993)                  | Massima Posizione |
| ---------------------------------- | ----------------- |
| Regno Unito                        | 31                |
| Stati Uniti (Billboard Modern)     | 7                 |
| Stati Uniti (Billboard Mainstream) | 23                |
| Canada (RPM)                       | 91                |

## Formazione
Hanno partecipato alle registrazioni, secondo le note dell'album:
- Billy Corgan - voce, chitarra, tastiere
- James Iha - chitarra
- D'arcy Wretzky - basso, cori
- Jimmy Chamberlin - batteria